# Colpotrochia latifasciata
Colpotrochia latifasciata är en stekelart som beskrevs av Setsuya Momoi 1966. Colpotrochia latifasciata ingår i släktet Colpotrochia och familjen brokparasitsteklar. Inga underarter finns listade i Catalogue of Life.